# Daniel Akerib
Daniel S. Akerib (19 de junio de 1962) es un físico de partículas y astrofísico estadounidense. Fue elegido en 2008 miembro de la Sociedad Estadounidense de Física (APS).

## Biografía
Se graduó en 1984 con una licenciatura en derecho por la Universidad de Chicago y en 1990 con un doctorado en física por la Universidad de Princeton. Su tesis doctoral lleva por título, Una búsqueda de la rara desintegración K + → π + νν. Como posdoctorado, realizó investigaciones de 1990 a 1992 en el Instituto de Tecnología de California y de 1993 a 1996 en el Centro de Astrofísica de Partículas de la Universidad de California en Berkeley. En el departamento de física de la Universidad Case de la Reserva Occidental, fue profesor asistente de 1995 a 2001, profesor asociado de 2001 a 2004 y profesor titular de 2004 a 2014. También presidió el departamento de 2007 a 2010.  Ha sido profesor de física de partículas y astrofísica en el Laboratorio Nacional del Acelerador SLAC desde 2014, con una cátedra de cortesía a tiempo completo en el departamento de física de la Universidad de Stanford.
Participó durante aproximadamente dos años (de 2019 a 2020) en el experimento CMB-Stage 4 (CMB-S4) para detectar ondas gravitacionales primordiales y recopilar datos sobre el universo temprano.
En la Universidad Case de la Reserva Occidental de 2008 a 2014, trabajó con Thomas A. Shutt en el experimento Large Underground Xenon (LUX) para detectar partículas de materia oscura. En 2014, ambos fueron nombrados profesores del Laboratorio Nacional del Acelerador SLAC y de la Universidad Stanford. Los dos se convirtieron en los líderes del establecimiento de SLAC de una plataforma de prueba de Liquid Nobles. Su grupo "se especializa en el desarrollo de detectores, purificación de xenón y simulaciones".
Obtuvo una beca de la Sociedad Estadounidense de Física en 2008 por "contribuciones significativas a los experimentos directos de detección de Materia Oscura, en particular por su trabajo en el experimento CDMS".
Su investigación actual se centra en ampliar y mejorar las cámaras de proyección del tiempo para mejorar la sensibilidad para una posible detección de WIMP. Estas cámaras utilizan xenón líquido como medio objetivo.

### Vida personal
El 31 de mayo de 1992, en Lodi, Nueva York, se casó con Chantal Christ.

## Publicaciones seleccionadas
- Ammar, R. et al. (1993). «Evidence for penguin-diagram decays: First observation of B→K*(892)γ». Physical Review Letters 71 (5): 674-678. PMID 10055338. doi:10.1103/PhysRevLett.71.674. (over 850 citations)
- Alam, M. S. et al. (1994). «Exclusive hadronic B decays to charm and charmonium final states». Physical Review D 50 (1): 43-68. Bibcode:1994PhRvD..50...43A. PMID 10017512. arXiv:hep-ph/9403295. doi:10.1103/PhysRevD.50.43.
- Akerib, D. S. et al. (2003). «New results from the Cryogenic Dark Matter Search experiment». Physical Review D 68 (8): 082002. Bibcode:2003PhRvD..68h2002A. arXiv:hep-ex/0306001. doi:10.1103/PhysRevD.68.082002.
- Akerib, D. S. et al. (2004). «First Results from the Cryogenic Dark Matter Search in the Soudan Underground Laboratory». Physical Review Letters 93 (21): 211301. Bibcode:2004PhRvL..93u1301A. PMID 15600991. arXiv:astro-ph/0405033. doi:10.1103/PhysRevLett.93.211301.
- Ahmed, Z. et al. (2009). «Search for Weakly Interacting Massive Particles with the First Five-Tower Data from the Cryogenic Dark Matter Search at the Soudan Underground Laboratory». Physical Review Letters 102 (1): 011301. Bibcode:2009PhRvL.102a1301A. PMID 19257177. arXiv:0802.3530. doi:10.1103/PhysRevLett.102.011301. (over 600 citations)
- CDMS II Collaboration et al. (2010). «Dark Matter Search Results from the CDMS II Experiment». Science 327 (5973): 1619-1621. Bibcode:2010Sci...327.1619C. PMID 20150446. arXiv:0912.3592. doi:10.1126/science.1186112. (over 900 citations)
- Ahmed, Z. et al. (2011). «Results from a Low-Energy Analysis of the CDMS II Germanium Data». Physical Review Letters 106 (13): 131302. Bibcode:2011PhRvL.106m1302A. PMID 21517371. arXiv:1011.2482. doi:10.1103/PhysRevLett.106.131302. 2011 (over 650 citations)
- Akerib, D.S. et al. (2013). «The Large Underground Xenon (LUX) experiment». Nuclear Instruments and Methods in Physics Research Section A: Accelerators, Spectrometers, Detectors and Associated Equipment 704: 111-126. Bibcode:2013NIMPA.704..111A. arXiv:1211.3788. doi:10.1016/j.nima.2012.11.135.
- Akerib, D. S. et al. (2014). «First Results from the LUX Dark Matter Experiment at the Sanford Underground Research Facility». Physical Review Letters 112 (9): 091303. Bibcode:2014PhRvL.112i1303A. PMID 24655239. arXiv:1310.8214. doi:10.1103/PhysRevLett.112.091303. (over 2150 citations)
- Akerib, D. S. et al. (2016). «Improved Limits on Scattering of Weakly Interacting Massive Particles from Reanalysis of 2013 LUX Data». Physical Review Letters 116 (16): 161301. Bibcode:2016PhRvL.116p1301A. PMID 27152785. arXiv:1512.03506. doi:10.1103/PhysRevLett.116.161301. (over 500 citations)
- Akerib, D. S. et al. (2017). «Results from a Search for Dark Matter in the Complete LUX Exposure». Physical Review Letters 118 (2): 021303. Bibcode:2017PhRvL.118b1303A. PMID 28128598. arXiv:1608.07648. doi:10.1103/PhysRevLett.118.021303. (over 1950 citations)
- Akerib, D. S. et al. (2020). «Projected WIMP sensitivity of the LUX-ZEPLIN dark matter experiment». Physical Review D 101 (5): 052002. Bibcode:2020PhRvD.101e2002A. arXiv:1802.06039. doi:10.1103/PhysRevD.101.052002.
- Akerib, D.S. et al. (2020). «The LUX-ZEPLIN (LZ) experiment». Nuclear Instruments and Methods in Physics Research Section A: Accelerators, Spectrometers, Detectors and Associated Equipment 953: 163047. Bibcode:2020NIMPA.95363047A. arXiv:1910.09124. doi:10.1016/j.nima.2019.163047.